# Diplo
Томас Весли Пентс (10. новембар 1978), познатији по свом уметничком имену Дипло (енгл. Diplo), амерички је диск-џокеј, продуцент, репер, певач и текстописац из Лос Анђелеса, Калифорнија. Он је ко-аутор и водитећи члан денс музичке групе Мајор Ласер, и заједно са продуцентом и ДЈ-ом Скрилексом, формирали су електронски дуо Џек Ју. Он је основао и управљао продуцентском кућом Мед Десент, а такође је суоснивач непрофитне организације Хипс Десент. Између осталих послова, радио је као школски учитељ у Филаделфији. Његов албум из 2013. године Revolution EP доспео је на број 68 у Биллбоард 200 листи.

## Награде и номинације
У 2009. години био је номинован за свој први Греми у категорији Нумера Године за „Paper Planes”, у сарадњи са М. И. А.-ом. Онда је био номинован за други Греми у 2012. години, за најбољу Реп песму „Look at Me Now”, заједно са Крисом Брауном, Лил Вејном и Баста Раймсом. Дипло је био номинован за Греми у 2013. и 2016. години у категорији не класичан Продуцент године. У 2016. години, он је такође био номинован за најбољи Плесни/Електронски Албум, „Skrillex and Diplo Present Jack U”. Уједно са номинациом за најбољу Плесну/Електронску Нумеру у 2016. години. Обе награде је освојио Џек Ју.